# Medjed

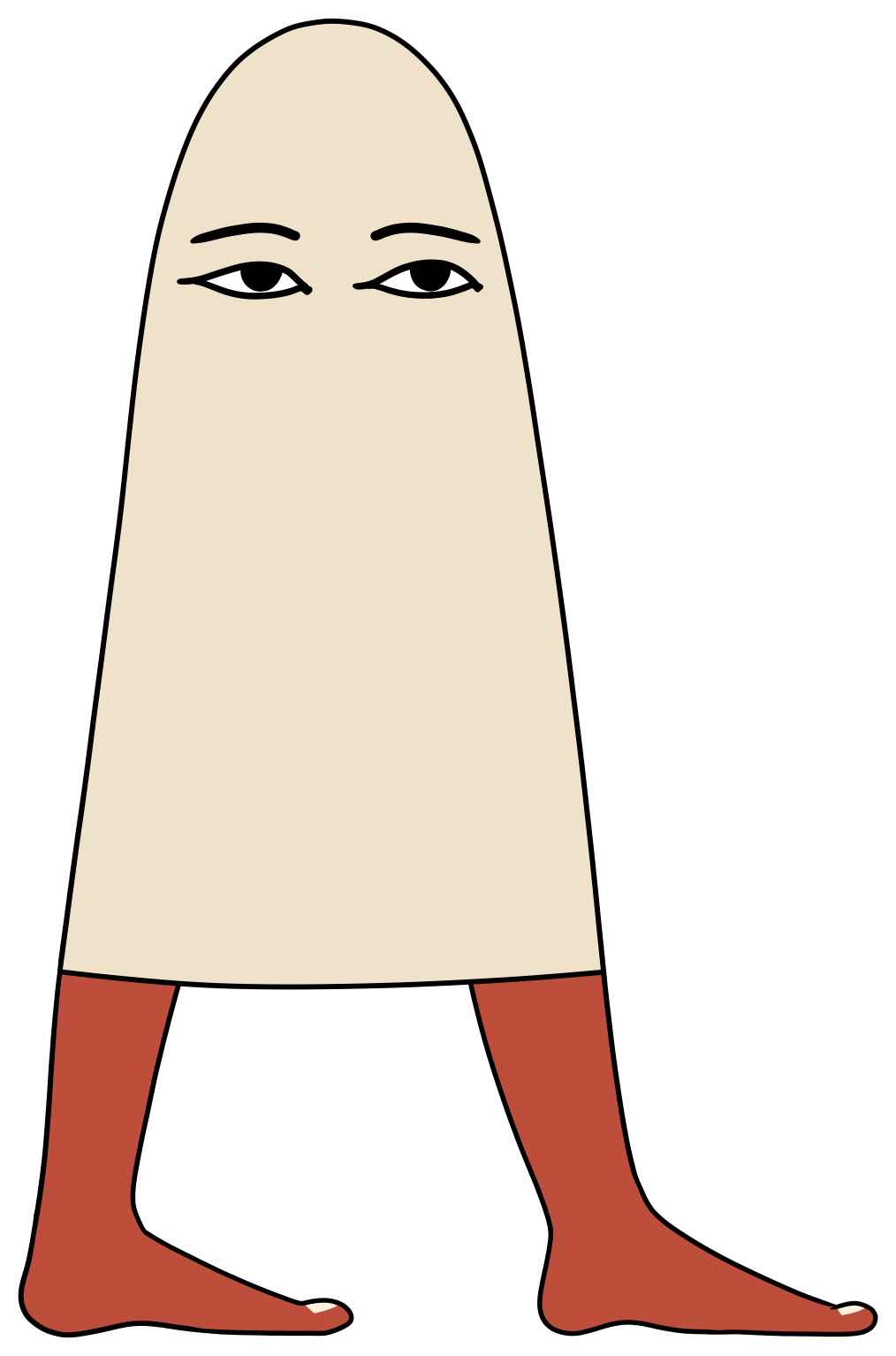
Una representació de Medjed basada en el papir de Greenfield. Les il·lustracions originals del papir són contorns incolors.

Medjed (egiptològic: mḏd) en la religió egípcia antiga és una deïtat menor esmentada en algunes versions del Llibre dels Morts. Tot i que no se'n sap gaire sobre la divinitat, la seva representació similar a un fantasma en el papir de Greenfield li ha guanyat popularitat a la cultura japonesa moderna, i ha aparegut com un personatge en videojocs i anime.

## En elLlibre dels Morts
El Llibre dels Morts està format per diversos textos funeraris de l'Antic Egipte amb il·lustracions. En general estan escrits sobre papir i es van utilitzar des del període més primerenc de l'⁣Imperi Nou (1550 aC fins al voltant del 50 aC). Aquests textos consisteixen en encanteris màgics, alguns dels quals són per atorgar a la persona morta coneixements místics en el més enllà, o per donar-li control sobre el món que l'envolta a través del seu viatge al Duat, o inframón.
De les còpies del Llibre dels Morts que s'han trobat, un nombre limitat fa referència a una entitat obscura en l'encanteri 17b anomenada «Medjed» (també escrit «Metchet»), que significa «el castigador». En una traducció anglesa del Papir d'Ani, Raymond O. Faulkner interpreta la part de l'encanteri que fa referència a Medjed de la següent manera:
«Conec el nom d'aquest castigador, Medjet, que és de la casa d'Osiris, qui dispara amb els ulls, encara que és invisible. El cel és envoltat per l'explosió de foc de la seva boca i Hapi en fa ressò, tot i que és invisible.
A part d'aquest breu passatge, no se sap res de Medjed. Hermann Grapow va proposar que Medjed podria referir-se a una estrella (tenint en compte que es diu que Medjed irradia llum i té una connexió amb la inundació cíclica del Nil), però com assenyala Ilaria Cariddi, el nom mai s'escriu amb un jeroglífic egipci d'estrella.

### Representacions visuals
Segons Illaria Cariddi, només es poden trobar representacions visuals de Medjed en nou rotlles de papir, tots els quals daten al voltant de l'època de la dinastia XXI d'Egipte (1077  –  943 aC). Aquests rotlles (dels quals el papir de Greenfield és sens dubte el més conegut) són els següents:
| Papir                        | Data                                                            | Ubicació             | Citació      |
| ---------------------------- | --------------------------------------------------------------- | -------------------- | ------------ |
| Papir de Bodmer 101          | Dinastia vint-i-una                                             | Fundació Bodmer      | [ 3 ] [ 8 ]  |
| Papir de Bodmer 102          | Dinastia vint-i-una                                             | Fundació Bodmer      | [ 3 ] [ 8 ]  |
| Papir de Torí 1818           | Dinastia vint-i-una                                             | Museu Egipci de Torí | [ 3 ] [ 8 ]  |
| Papir de Bodmer 100          | Mitjans de la dinastia XXI                                      | Fundació Bodmer      | [ 3 ] [ 8 ]  |
| Papir de Londres BMEA 9948   | Mitjans de la dinastia XXI                                      | Museu Britànic       | [ 3 ] [ 8 ]  |
| Papir del Caire SR VII 10222 | Mitjans o finals de la dinastia XXI                             | Museu Egipci         | [ 3 ] [ 8 ]  |
| Papir del Caire JE 95658     | Finals de la dinastia XXI                                       | Museu Egipci         | [ 3 ] [ 8 ]  |
| Papir del Caire JE 95637     | Finals de la dinastia XXI                                       | Museu Egipci         | [ 8 ] [ 9 ]  |
| Papir de Greenfield          | Finals de la dinastia XXI / Principis de la dinastia vint-i-dua | Museu Britànic       | [ 8 ] [ 10 ] |

En aquests rotlles, Medjed es representa com una cúpula amb ulls, que se sostenen per dos peus semblants als humans. Uns quants rotlles també ilustren la divinitat amb un cinturó amb nusos vermells per sobre o per sota dels ulls. Els estudiosos EA Wallis Budge, H. Milde i Mykola Tarasenko han argumentat que el tors en forma de cúpula de Medjed és un sudari o un «cos sense forma» que simbolitza la naturalesa imperceptible de la deïtat, i Cariddi va proposar que els ulls i les cames prominents de Medjed podrien significar que pot «veure, moure's i actuar encara que els humans no el puguin percebre». En canvi, Bernard Bruyère i Terence DuQuesne han afirmat que Medjed és en realitat una personificació d'un pot d'oli i que el seu cinturó vermell és en realitat un tap estilitzat.

## En la cultura popular
Després que les il·lustracions del papir de Greenfield es van exposar el 2012 al Museu d'Art Mori de Tòquio i al Museu d'Art de Fukuoka, Medjed es va convertir en un mem d'Internet a les xarxes socials japoneses, en gran part gràcies a la seva aparença semblant a un «fantasma de dibuixos animats». Des d'aleshores va entrar a la cultura popular japonesa i va aparèixer en videojocs (per exemple, Fate/Grand Order) i en anime (per exemple, Kamigami no Ki i Oh, Suddenly Egyptian God).

## Galeria d'imatges

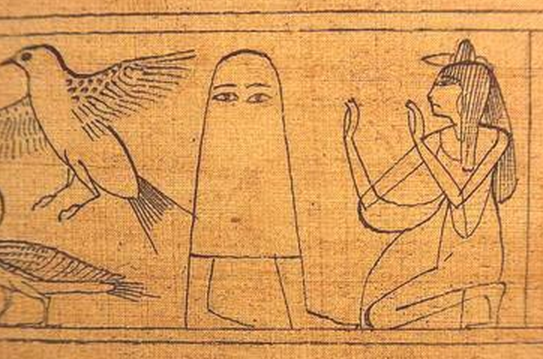
Papir Greenfield, un rotllo del Llibre egipci dels morts, Museu Britànic.
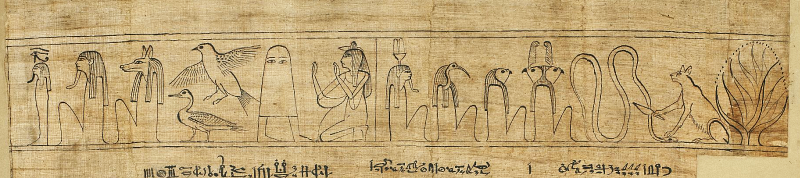
Imatge del papir Greenfield, full 12. Medjed està representat a l'extrema dreta, amb els peus mirant ambdues direccions
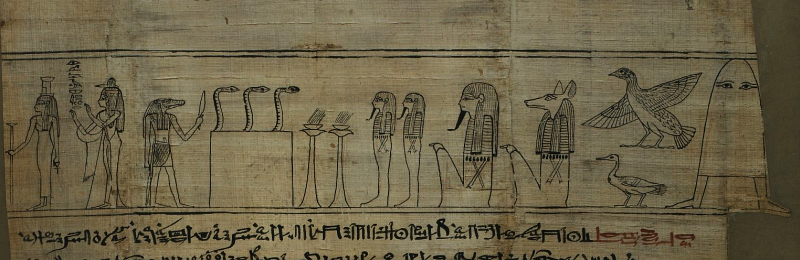
Imatge del papir Greenfield, full 12. Medjed està representat a l'extrema dreta, amb els peus mirant ambdues direccions.